# Vincent Beaufils
Pour les articles homonymes, voir Beaufils.
Vincent Beaufils, né le 15 juillet 1953, est un journaliste français, directeur de la rédaction du magazine Challenges de 2001 à 2020.

## Biographie

### Famille et formation
Vincent Pierre Marie Beaufils est né le 15 juillet 1953 à Neuilly-sur-Seine dans le département des Hauts-de-Seine, du mariage d'André Beaufils, directeur de société, et d'Andrée Lefebvre, psychanalyste.
Le 27 décembre 1980, il épouse Gloria de la Torre ; de ce mariage naissent deux enfants.
Après des études secondaires à l'école Bossuet puis au lycée Montaigne, Vincent Beaufils suit les classes préparatoires aux écoles de commerce au sein du lycée Louis-le-Grand puis intègre l'école des Hautes études commerciales (HEC) dont il sort diplômé.

### Carrière professionnelle
Vincent Beaufils commence sa carrière de journaliste en 1977 au magazine 50 millions de consommateurs puis il est rédacteur et chef d'enquêtes pour le magazine L'Expansion de 1979 à 1989. En 1989-1990, il est rédacteur en chef adjoint du magazine La Vie Française puis du magazine L'Express jusqu'en 1993. Il est ensuite rédacteur en chef délégué puis rédacteur en chef jusqu'en 1997 du Nouvel Économiste. Conseiller de la rédaction en chef du Nouvel Observateur en 1998, il est ensuite rédacteur en chef du mensuel Essentiel du management en 1999-2001 puis directeur de la rédaction du magazine Challenges de 2001 a 2020.
Dans ce dernier poste, il remplace le journaliste Gilles Le Gendre et futur homme politique, alors nommé président du directoire du groupe Expansion.
Fin 2016, alors que les magazines économiques sont en difficulté financière, que le magazine L'Expansion va disparaître, Vincent Beaufils déclare « nous continuons à investir dans nos équipes et à faire un magazine à valeur ajoutée. C'est la seule solution pour continuer à avoir une marque forte déclinable dans des métiers BtoB comme notre Sommet de l'économie ou nos applis destinées aux grands comptes. ». En janvier 2019, malgré les déboires de Carlos Ghosn, acteur important de l'entrée de Renault au capital du groupe de média de Claude Perdriel dont fait partie le titre Challenges, Vincent Beaufils déclare que l'augmentation de la part de Renault a été actée en décembre, confirmée en janvier et sera réalisée en avril. Il assure par ailleurs « pouvoir couvrir librement l'actualité de Carlos Ghosn ».